# M-1978 Koksan
El M-1978 Koksan es un cañón autopropulsado de 170 mm norcoreano sobre el que se dispone de pocos datos. La designación M-1978 Koksan fue aplicada al cañón autopropulsado por analistas militares estadounidenses, luego de observarlo en unas maniobras que tuvieron lugar en el condado de Koksan, provincia de Hwanghae del Norte, en aquel año.
Es un cañón autopropulsado de 170 mm, con torreta abierta. Fue mostrado al público por primera vez en un desfile militar en 1985. Al menos un ejemplar ha sido capturado por Estados Unidos.

## Desarrollo
Según Jane's Information Group, el M-1978 Koksan está hecho a partir del casco de un tanque chino Tipo 59. El cañón de 170 mm está montado sobre un afuste sin protección alguna, siendo estabilizado por dos grandes colas plegables en la parte posterior del casco. El afuste no está unido directamente al casco; se encuentra sobre cuatro rieles que permiten el deslizamiento del cañón al retroceder. El alcance del cañón le permitiría atacar Seúl desde la Zona desmilitarizada de Corea.
El cañón de 170 mm es un modelo desconocido, posiblemente un antiguo cañón naval o costero ruso, aunque la Armada Soviética y la Armada de Rusia no han empleado cañones de este calibre intermedio entre sus habituales piezas de 152 mm y 180 mm. Sin embargo, el Ejército alemán empleó cañones de 170 mm durante la Segunda Guerra Mundial, lo que indicaría que este cañón pudo haber sido diseñado para emplear munición alemana capturada durante la guerra, que la Unión Soviética suministró a Corea del Norte. Otras fuentes mencionan que se trataría de la caña de un 17 cm Kanone 18, montada sobre el afuste de un S-23 180 mm. El M-1978 Koksan no transporta proyectiles a bordo.[cita requerida]
En 1989 apareció una nueva versión del cañón autopropulsado, que fue designada M-1989 Koksan. La principal diferencia era un casco alargado que permitía transportar 12 proyectiles. Esta versión también retiró el sistema de retroceso sobre rieles, fijando el afuste del cañón al casco y teniendo dos amortiguadores de retroceso sobre la caña del cañón en lugar de uno solo. Su tripulación es de cuatro hombres; los otros cuatro sirvientes viajan a bordo del vehículo de reamunicionamiento y apoyo.[cita requerida]
Al contrario de su predecesor, el M-1989 Koksan a veces fue expuesto al público por los norcoreanos durante desfiles y transmisiones de noticias. Un ejemplar fue visto en la Exposición y Conferencia de Defensa Internacional de 2005, que tuvo lugar en los Emiratos Árabes Unidos.

## Historial de combate

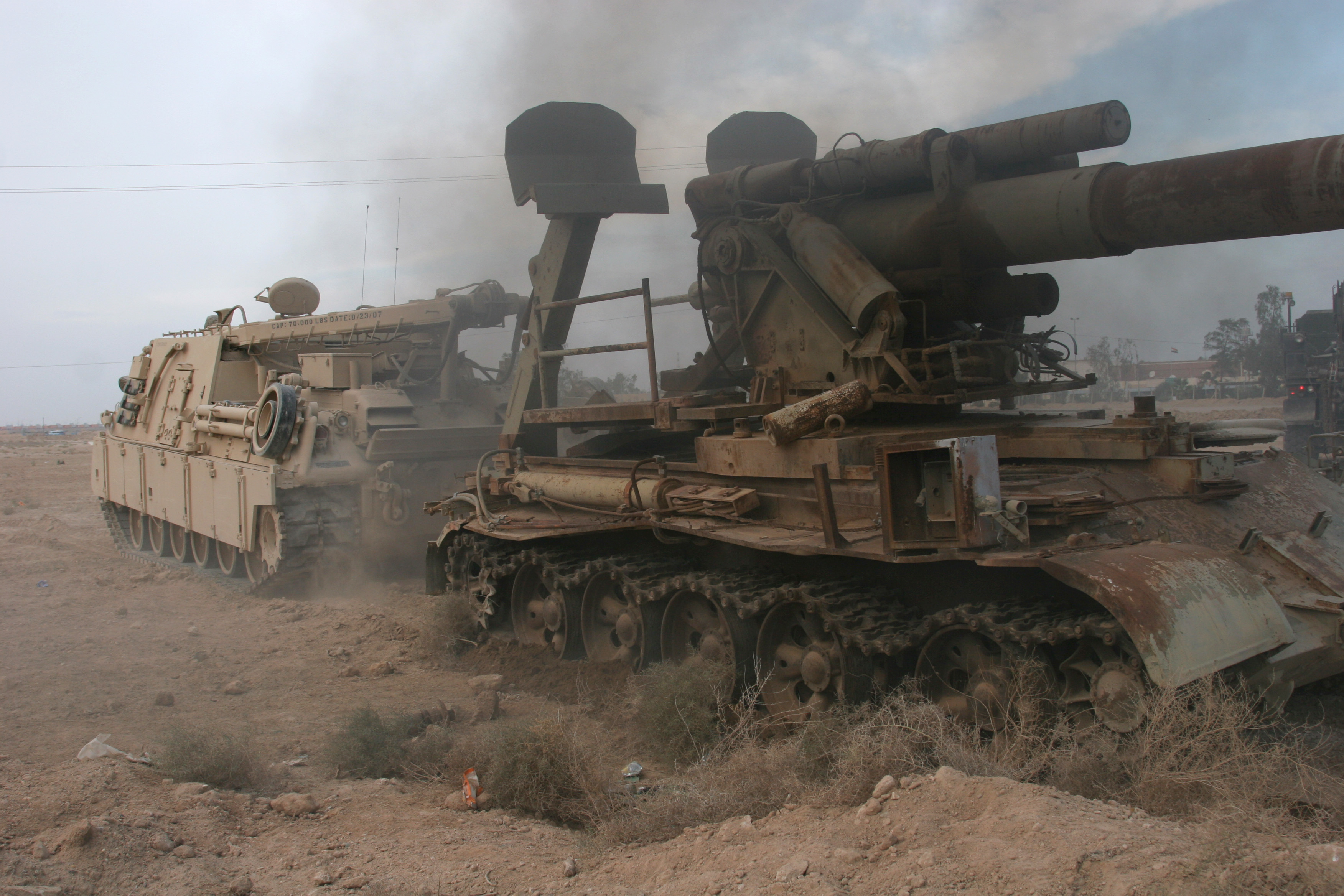
Los Marines retiran del campus de la Universidad de Anbar un M-1978 Koksan, modificado con un cañón S-23 180 mm, 2008.

Se desconoce el modo en que Corea del Norte organiza y despliega su artillería. Se ha sugerido que los batallones equipados con los M-1978 Koksan y M-1989 Koksan están formados por 12 cañones autopropulsados, 20-30 camiones y 150-190 soldados, organizados en un batallón de mando y tres baterías con cuatro cañones cada una. Los batallones están organizados en una brigada, compuesta por 3 o 6 batallones. La brigada tiene su mando, así como unidades de ingenieros, defensa antiaérea y adquisición de blancos.
En 1987, varios M-1978 Koksan fueron suministrados a Irán y empleados durante la Guerra Irán-Irak. Cuando disparaban proyectiles asistidos por cohete, se podía obtener un alcance de 60 km, haciéndolo la pieza de artillería de campaña con mayor alcance del mundo en aquel entonces. Las fuerzas iraníes los emplearon para efectuar disparos de acoso de largo alcance contra los campos petrolíferos kuwaitíes.
Algunos cañones autopropulsados iraníes fueron capturados por las fuerzas irakíes y expuestos como trofeos. Al menos uno de estos fue recuperado por los Marines en 2008 en el campus de la Universidad de Anbar.

## Usuarios
Actuales
- Corea del Norte

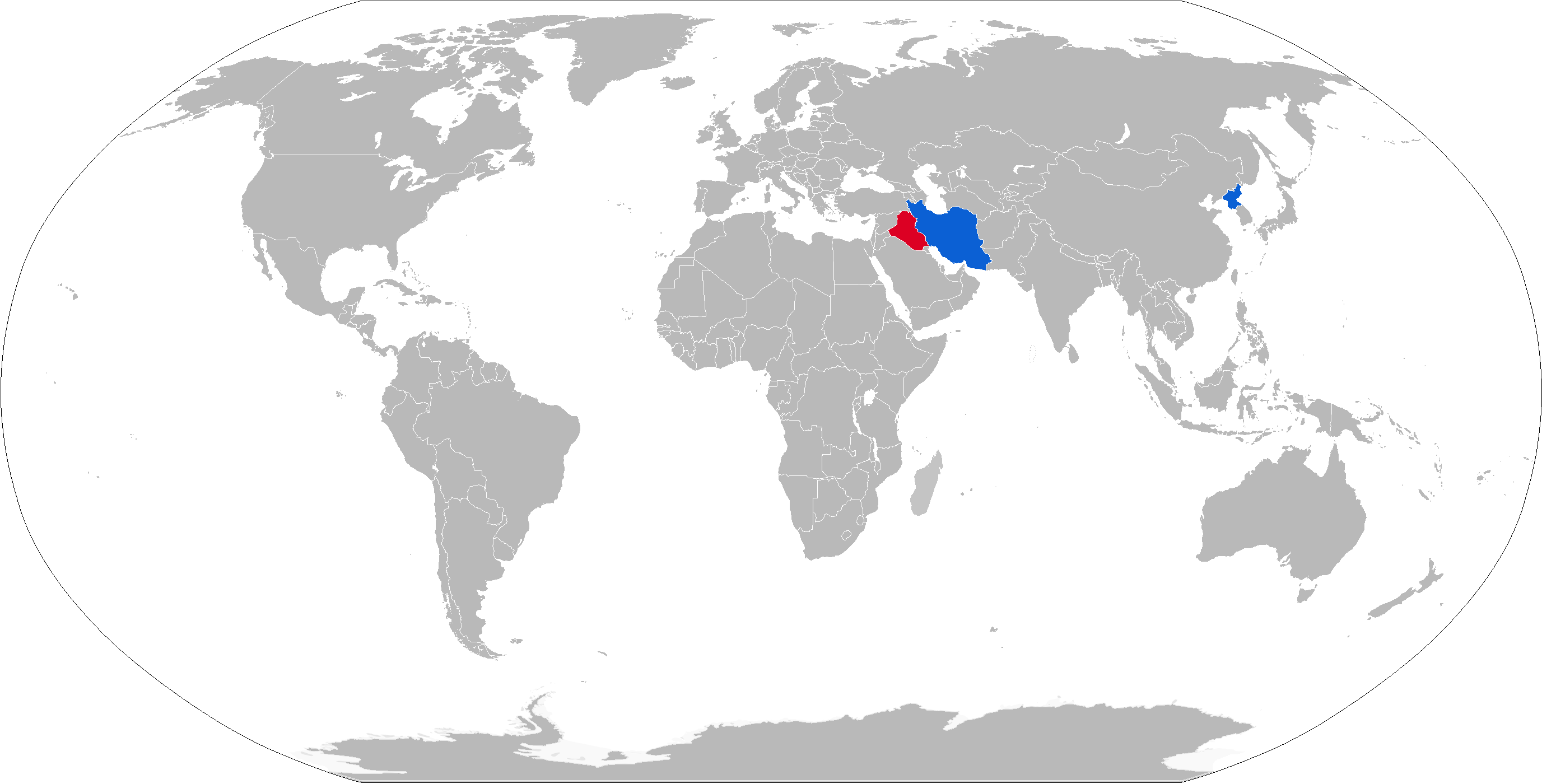
Mapa de los usuarios del M-1978 Koksan, en azul.

- Irán - emplea el M-1978 Koksan[10]

Anteriores
- Irak